# 87e bataillon de tirailleurs sénégalais
Le 87e Bataillon de Tirailleurs Sénégalais (ou 87e BTS) est un bataillon français des troupes coloniales.

## Création et différentes dénominations
- --/--/----: Création du 87e Bataillon de Tirailleurs Sénégalais
- 27/04/1917: 
La 4e compagnie et un détachement de la 3e passent au 64e BTS
La 1re compagnie passe au 65e BTS
- 01/05/1917: La 2e compagnie et le reliquat de la 3e passent à la 3e DIC
- 15/05/1917: Dissolution, les effectifs restants basculent aux 64e et 65e BTS

## Chefs de corps
Chef de bataillon Lame

## Historique des garnisons, combats et batailles du87eBTS

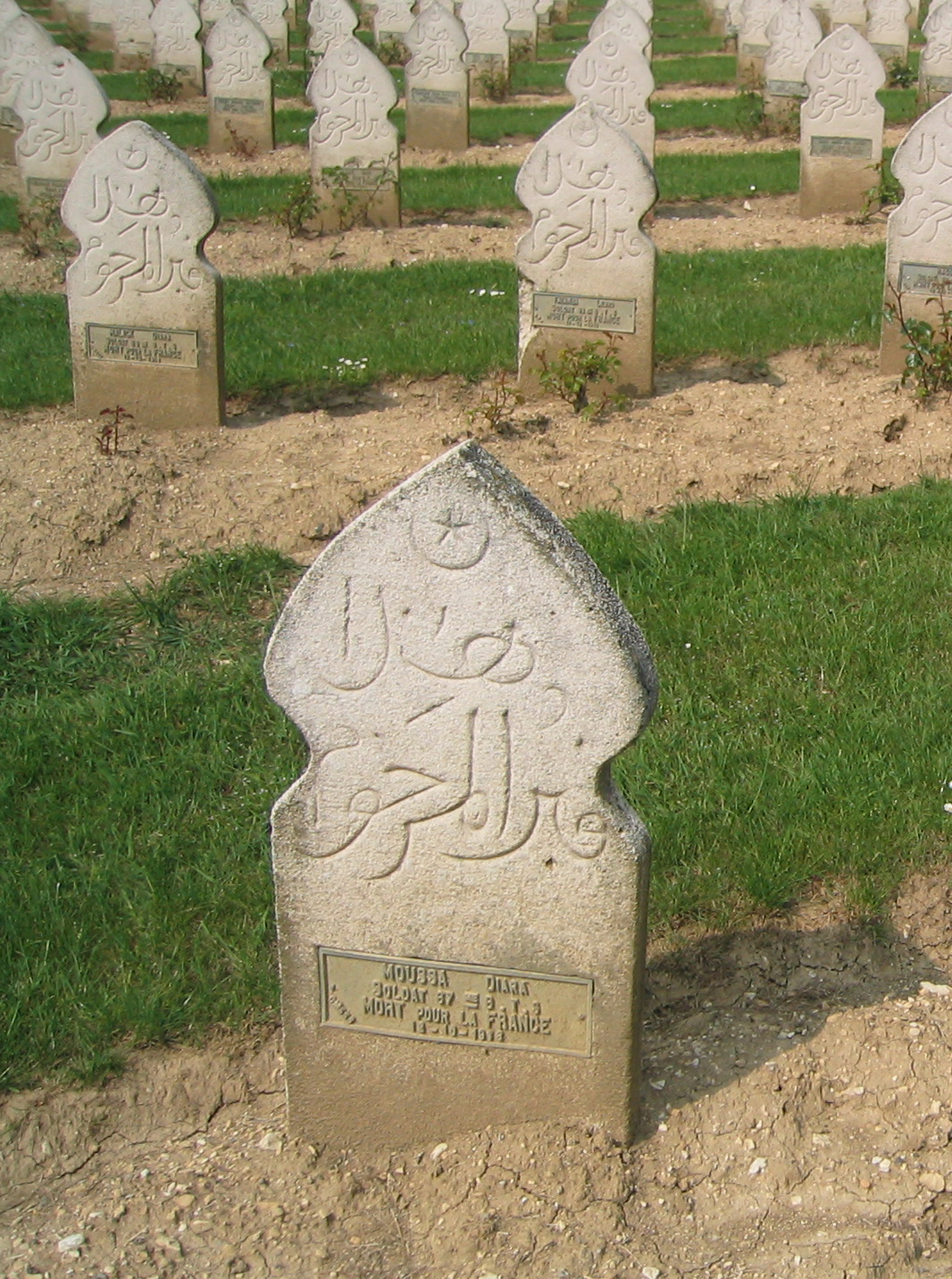
Tombe de Moussa Diara, du, mort pour la France en octobre 1918, dans le carré musulman au cimetière du fort de Douaumont.

- 01/04/1917: Le bataillon quitte La Teste pour rejoindre la zone des armées.
- 02/04/1917: Le bataillon arrive à Verberie; il est rattaché au 1er CAC
- 04/04/1917: Affecté à la 2e DIC, il la rejoint à Béthisy-Saint-Pierre
- 05/04/1917: Mouvement et cantonnement à Morienval
- 06/04/1917: Mouvement et cantonnement à Montigny-Lengrain
- 07/04/1917: Mouvement et cantonnement à Breuil
- 08/04/1917: Mouvement et cantonnement à Acy
- 20/04/1917: Mouvement et cantonnement à Venizel
- 21/04/1917: Mouvement et cantonnement à Pommiers
- 30/04/1917: Mouvement et cantonnement à Verberie
- 04/05/1917: Mouvement et cantonnement à Breuil

### Sources et bibliographie
Mémoire des Hommes